# علامة الثلم
علامة الثَّلْم فحص في جراحةالعظاملتقدير قلق العضدفي حُقِّ الكتف. يُسْدِل المستشفي يدَه مرخاةً على جانبه ثم يقبض الفاحصُ على مرفق المستشفي ثم يجره إلى أسفل. إن حدثت وَهْدةٌ تُحَيْت الأَخْرَم فهذه علامة على المرض.